# Rauno Alliku
Rauno Alliku (Pärnu, 2 maart 1990) is een Estisch voetballer die uitkomt voor FC Flora Tallinn. Hij speelt als aanvaller.

## Interlandcarrière
Onder leiding van bondscoach Tarmo Rüütli maakte Alliku zijn interlanddebuut voor Estland op 18 december 2010 in de vriendschappelijke wedstrijd tegen China (3-0) in Zhuhai, net als Marko Meerits en Markus Jürgenson. Hij moest in die wedstrijd na 45 minuten plaatsmaken voor Alo Dupikov.

## Erelijst
FC Flora Tallinn
- Estisch landskampioen

2010, 2011, 2015
- Beker van Estland

2011, 2013